# Nordine Oubaali
Nordine Oubaali (Lens, 4 de agosto de 1986) es un deportista francés que compitió en boxeo.
Ganó una medalla de bronce en el Campeonato Mundial de Boxeo Aficionado de 2007, en el peso minimosca. Participó en dos Juegos Olímpicos de Verano, en los años 2008 y 2012, ocupando el quinto lugar en Londres 2012, en el peso mosca.

## Palmarés internacional
| Campeonato Mundial | Campeonato Mundial       | Campeonato Mundial | Campeonato Mundial |
| Año                | Lugar                    | Medalla            | Categoría          |
| ------------------ | ------------------------ | ------------------ | ------------------ |
| 2007               | Chicago (Estados Unidos) | Medalla de bronce  | 48 kg              |